# I Ain't Mad At Cha
«I Ain't Mad at Cha» es el cuarto sencillo de 2Pac del álbum All Eyez on Me, lanzado poco después de su muerte. El tema es un sincero tributo a sus viejos amigos. En el coro de la canción colabora el artista afroamericano de soul Danny Boy. A pesar de no alcanzar el éxito comercial en Estados Unidos, sí lo hizo en el Reino Unido, llegando a situarse en la posición #15 de las listas de sencillos. "I Ain't Mad At Cha" aparece también en el álbum Greatest Hits y un remix del tema está disponible en Nu-Mixx Klazzics.
El tema fue producido por Daz Dillinger y samplea la canción "A Dream" de DeBarge. La canción fue grabada el mismo día que 2Pac salía de prisión, siendo la segunda en hacerlo tras conseguir la libertad (la primera fue "Ambitionz Az A Ridah"). El sencillo fue lanzado dos días después de la muerte del rapero. Por entonces, 2Pac ya había finalizado la grabación de su próximo álbum, The Don Killuminati: The 7 Day Theory. Esta canción está denominada por muchos como la mejor canción de "All Eyez on Me" y de su carrera.
Otra canción popular entre el público fue incluida en el CD del sencillo, "Heartz of Men", que aparece en 4 álbumes de 2Pac, mientras que "I Ain't Mad at Cha" lo hace en 3. Estos son: All Eyez on Me, 2Pac Live, 2Pac's Greatest Hits, y un remix en Nu-Mixx Klazzics. Un remix de la canción "We Ride" de Rihanna incluye elementos de "I Ain't Mad at Cha". El grupo de R&B BLACKstreet también utiliza una idéntica melodía de teclado en la canción "Don't Leave Me" de su álbum Another Level. "American Dream", una canción incluida en el álbum del fallecido rapero Big L In Memory of Big L, Vol.2 samplea "I Ain't Mad at Cha".

## Lírica y mensaje
En la canción cuenta cómo ha cambiado el tiempo desde que era joven hasta que se hizo famoso. Habla de haber perdido tacto con la gente y de cuantas personas acudieron y se pusieron en contacto con él tras su éxito, y declara que él todavía mantiene "nada más que amor" por sus viejos amigos.
En el primer verso habla sobre como perdió contacto con su amigo que se convirtió al Islam tras salir de prisión, y sobre la diferencia en las vidas que ellos decidieron vivir.
"Now the whole shit's changed, and we don't even kick it

Got a big money scheme, and you ain't even with it

Hmm, knew in my heart you was the same motherfucker bad

Go toe to toe when it's time for roll you got a brother's back

And I can't even trip, cause I'm just laughin at cha

You tryin hard to maintain, then go head cause I ain't mad at cha"
En el segundo verso habla sobre él mismo siendo condenado a prisión. Menciona a su vieja novia e intenta consolar a su madre.
"And even though we seperated, you said that you'd wait

Don't give nobody no coochie while I be locked up state

I kiss my Mama goodbye, and wipe the tears from her lonely eyes

Said I'll return but I gotta fight the fate's arrived

Don't shed a tear, cause Mama I ain't happy here

I'm through trial, no more smiles, for a couple years"
En el tercer verso, 2Pac rapea sobre como ha cambiado su vida desde que vivía en el gueto a ser una celebridad. Habla de su conexión con el barrio y de como sus viejos socios piensan negativamente de él ahora.
"So many questions, and they ask me if I'm still down

I moved up out of the ghetto, so I ain't real now?

They got so much to say, but I'm just laughin at cha

You niggaz just don't know, but I ain't mad at cha"

## Composición y grabación
"I Ain't Mad at Cha" fue la primera canción en interpolar la melodía principal de la canción "A Dream" de DeBarge, escrita e interpretada por Bunny, y tomada del álbum In a Special Way de 1983. Esto hace que los instrumentales sean prácticamente idénticos. La diferencia principal es que "A Dream" utiliza un teclado para sus notas, mientras que "I Ain't Mad at Cha" utiliza un piano clásico. El ritmo de la canción original fue acelerado, coincidiendo con los rapeos de 2Pac. Otra diferencia menor es que los ritmos acompañantes usan diferentes sonidos para proyectar la misma repetición. Cuando 2Pac entró en el estudio, el ritmo ya estaba terminado, y 2Pac escribió la letra y grabó la canción en pocas horas. Poco después, ya que esta canción fue lanzada después de su muerte, BLACKstreet lanzó "Don't Leave Me" (su siguiente sencillo a "No Diggity") en la radio, que también interpolaba la melodía de "A Dream".
Información técnica
- Formato MIDI: 1
- Tics por negra: 384
- Tempo: Alegreto (Negra = 120)
- Tono: Do mayor
- Compás: 4/4

## Video musical
Al igual que muchas canciones de rap, el sencillo contenía muchas palabras explícitas y no podía ser emitido en televisión, por lo que se optó por cambiar algunas palabras. Por ejemplo:
Letra original: And I can see us after school, we'd bomb / on the first motherfucker with the wrong shit on
Letra alternativa: And I can see us after school, we'd bomb / on the first player haters with the wrong set on
El video musical comienza con 2Pac y un amigo suyo (interpretado por Bokeem Woodbine) abandonando una fiesta de un hotel por la noche. Mientras esperan a alguien, llega un hombre encapuchado y dispara contra 2Pac. En la ambulancia, muere de camino al hospital. Como un ángel regresa a la Tierra y ve cómo su amigo sufre por él. Mientras, 2Pac rapea a su amigo, aunque este no puede verle ni oírle, y entra en una elegante fiesta en el Cielo. Dobles de muchos músicos fallecidos forman parte de la fiesta, entre los que se incluyen Jimi Hendrix, Bob Marley, Nat King Cole, Miles Davis, Marvin Gaye y Louis Armstrong. Danny Boy está también presente en el Cielo como un ángel.
En la versión en video musical, la tercera estrofa de la canción es completamente reemplazado con nuevas letras que hablan de las luchas de la vida, de Dios y de la vida después de la muerte. El video finaliza con las palabras "Dedicado a Mutulu Shakur y Geronimo Pratt" en la pantalla, refiriéndose al padrastro y padrino, respectivamente, de 2Pac. Este fue el último video de 2Pac grabado antes de su muerte. El video fue votado en el puesto #33 en el "MTV Top 100 de 1996". El concepto del video (mostrando la muerte de 2Pac y como un ángel en el Cielo) fue utilizado como prueba por muchos que creyeron en la Teoría de los 7 Días de que Tupac sigue vivo. El video musical está disponible en la edición de DVD Tupac: Live at the House of Blues.

### Créditos
Equipo de rodaje
- Estreno: 15 de septiembre de 1996
- Grabación: mayo de 1996
- Compañía de producción: Been There
- Director(es): Tupac Shakur & Kevin Swain
- Productor(es): Taj Lewis
- Fotografía: Patrick Loungeway (cinematógrafo)

Equipo adicional
- 1.er director asistente: Joe Oz

## Lista de canciones

### Sencillo en CD
DRWCD5/854 843-2
1. «I Ain't Mad at Cha» - Edit
2. «I Ain't Mad at Cha» - LP Versión
3. «Skandalouz»
4. «Heartz of Men»

### 12" maxisencillo
12 DRW5/854 843-1
1. «I Ain't Mad at Cha» - Edit
2. «I Ain't Mad at Cha» - LP Versión
3. «Skandalouz»
4. «Heartz of Men»

### Casete sencillo
DRWMC5/854 842-4
1. «I Ain't Mad At Cha» (Edit)
2. «Skandalouz»

## Posiciones
| Lista (1996-1999)           | Posición máxima |
| --------------------------- | --------------- |
| Alemania                    | 28              |
| Australia                   | 47              |
| Holanda                     | 15              |
| Nueva Zelanda               | 2               |
| Suecia                      | 35              |
| Billboard Hot 100           | 58              |
| Billboard R&B/Hip-Hop Songs | 18              |
| Reino Unido                 | 13              |